# Симонович, Аделаида Семёновна
Аделаида Семёновна Симонович (урождённая Бергман; 6 апреля 1844, Москва — 9 ноября 1933, Загорск) — российский педагог, издательница, первый российский теоретик общественного дошкольного воспитания. Основательница первого в России детского сада (1863).

## Семья

### Родители
Аделаида Симонович (в девичестве Бергман) родилась в Москве, в крещёной в лютеранство еврейской семье. Родители, Семён Яковлевич и Августина Карловна Бергман (урождённая Гудзон, родом из Гамбурга), были хозяевами небольшой лавки колониальных товаров. Младшая сестра — Валентина Семёновна Бергман (в замужестве Серова) — первая в России женщина — профессиональный композитор, жена композитора Александра Серова, мать художника Валентина Серова. Старшая сестра Софья Семёновна (1841—1921) была замужем за старшиной Московского Немецкого клуба Леопольдом Ивановичем Колем, а её сын Александр Леопольдович Коль — был управляющим Толстовским Домом.

### Муж и дети
В начале 1860-х годов Аделаида Бергман вышла замуж за врача-педиатра Якова Мироновича Симоновича. 
Дети Аделаиды и Якова Симонович:
- Николай Яковлевич Симонович (1863—1958) — учёный-химик, бактериолог. До революции жил в Твери, в 1919 году со своей семьёй, а также с матерью и племянником Адрианом (сыном Нины Яковлевны) переехал в Липецк, где открыл химико-бактериологическую лабораторию и лечил крестьян в пригородных сёлах. В начале 1930-х годов работал в технологической лаборатории на Новолипецком металлургическом комбинате, где был обвинён в хищении государственного имущества (на самом деле забрал с завода собственные лабораторные приборы, которые сам же туда и принёс). В конце 1936 года Н. Я. Симоновича арестовали и приговорили к ссылке в г. Комсомольск-на-Амуре, где он и умер[3].
- Мария Яковлевна Львова (1864—1955) — французский скульптор, училась скульптуре и живописи в Париже, где вышла замуж за психиатра Соломона Кеселевича Львова. Мать молекулярного биолога, лауреата Нобелевской премии Андре Львова[4].
- Надежда Яковлевна Дервиз (1866—1907) — жена художника Владимира Дмитриевича Дервиза (1853—1937), мать художницы Марии Владимировны Фаворской (1887—1959).
- Варвара Яковлевна Бяшкова (1867? — 1922) — жена Владимира Михайловича Бяшкова (1854—1916), врача Бурашовской психиатрической колонии в Тверской губернии; затем был директором Смоленской психиатрической лечебницы.
- Аделаида Яковлевна Дервиз (1872—1945). Муж — математик Валериан Дмитриевич, младший брат В. Д. Дервиза[5].
- Нина Яковлевна Симонович-Ефимова (1877—1948)[6] — художница, одна из основательниц и теоретик детского кукольного театра в России (театр Петрушки);[7] жена скульптора Ивана Семёновича Ефимова (1878—1959), вместе с которым в 1918 году основала первый советский «Театр кукол Ефимовых» (теперь детский театр кукол им. Н. И. Сац)[8][9].
- Михаил Яковлевич Симонович (1878—1882)
- Приёмная дочь — Ольга Фёдоровна Трубникова (1865—1927). Воспитывалась в семье Симоновичей с 13 лет — после того, как умер от чахотки её отец, пациент Я. М. Симоновича[10]. С 1889 года — жена художника Валентина Серова.

На портретах работы Валентина Серова

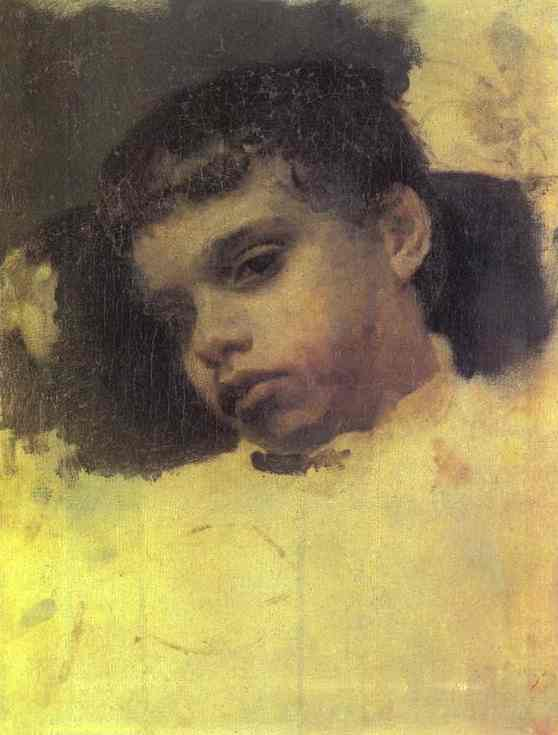
Николай
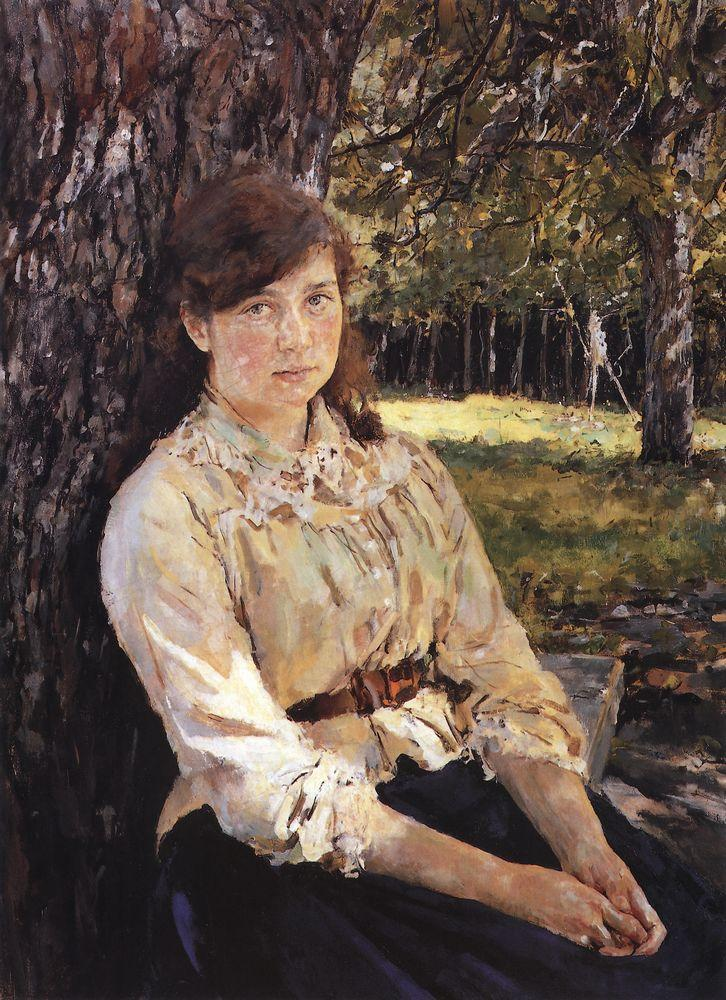
Мария Симонович (Львова)
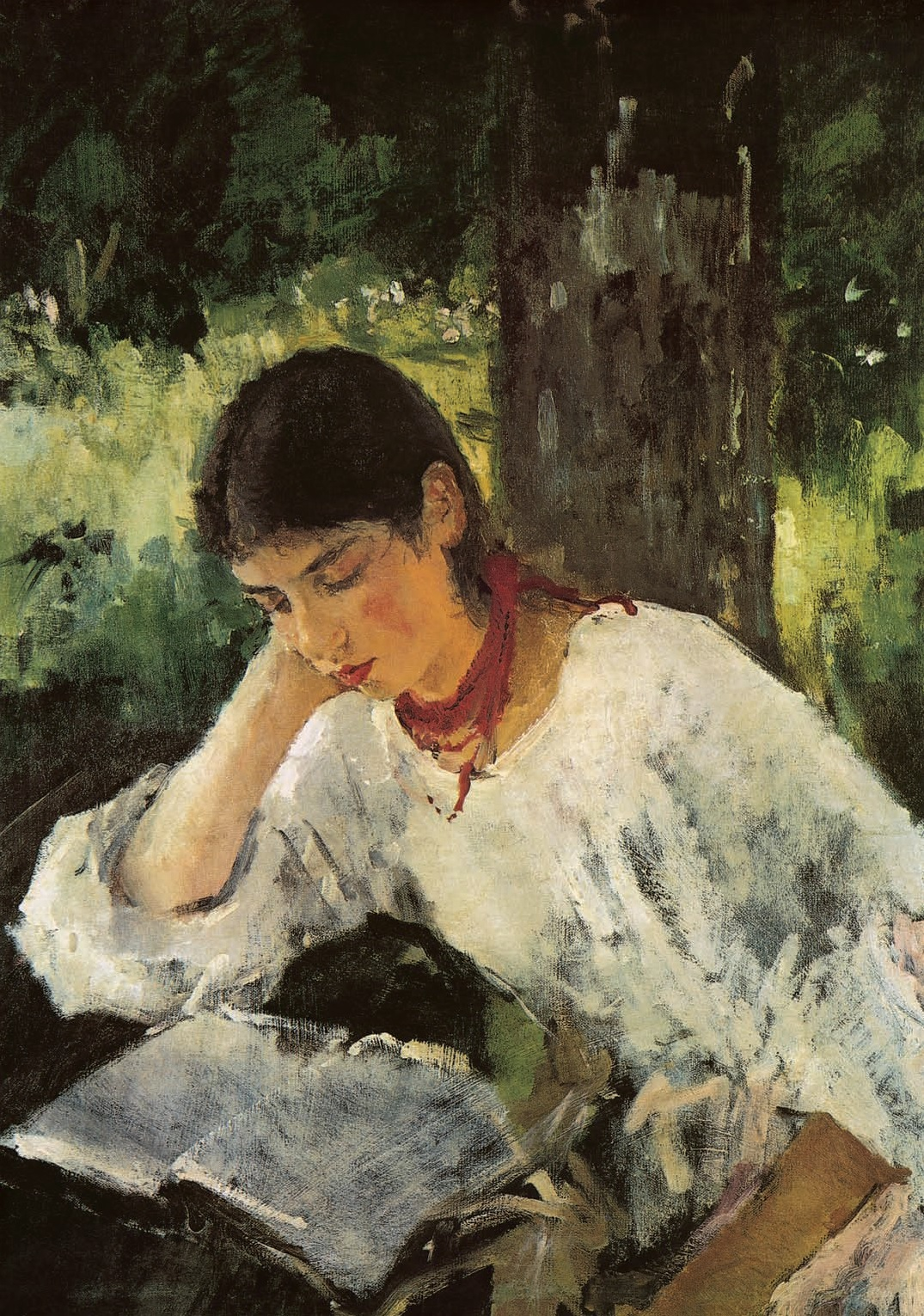
Аделаида Дервиз
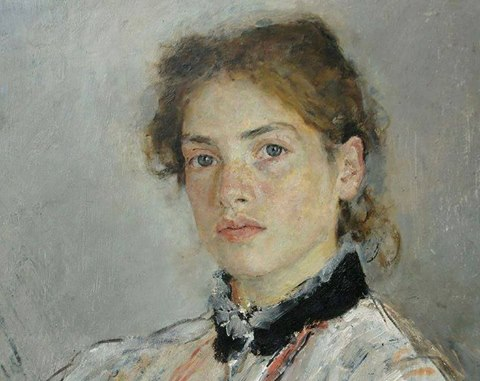
Надежда Дервиз

## Деятельность

### Начало пути
Аделаида Бергман закончила пятиклассную школу и, занимаясь самостоятельно, сдала экзамен на право работать домашней учительницей. Симонович стремилась к университетскому образованию, однако в начале 1860-х годов доступ в университеты российским женщинам был закрыт: после появления Университетского устава 1863 года Министерство просвещения разослало по учебным округам специальные циркуляры с указанием на то, что «особам женского пола не дозволяется посещать университетские лекции». На этом основании она получила отказ в ответ на своё прошение посещать лекции в московском университете даже без права получения диплома. Удручённая в том числе и этим обстоятельством (наряду с общим «реакционным похолоданием» в стране) Аделаида Семёновна вместе с мужем Яковом Симоновичем отправляется в Швейцарию, надеясь получить образование за границей. Кроме того, супруги планировали остаться за рубежом навсегда и организовать «свободную школу» для эмигрантов — по принципам, немыслимым для тогдашней России.
В Швейцарии началось увлечение супругов Симонович теориями общественного дошкольного воспитания. В частности, А. С. Симонович прослушала курс лекций племянницы знаменитого Фридриха Фрёбеля и познакомилась с работой женевских детских садов, организованных по фрёбелевской системе. Симоновичи загораются идеей организовать подобные детские сады в России и, изучив дополнительно аналогичный опыт в Германии, решают уехать на Родину. Как указывают исследователи, немалую (если не определяющую) роль в этом решении сыграла встреча Симоновичей в Женеве с А. И. Герценом, который был для них непререкаемым авторитетом: именно он рекомендовал им возвратиться домой, ибо страна, по его словам, «нуждается больше чем когда-либо в молодых честных людях». В 1866 году Аделаида Семёновна и Яков Миронович приезжают в Петербург.

### Педагогические взгляды
Аделаида Симонович впервые в России обосновала значимость общественного воспитания детей. «Первыми природными воспитателями являются родители, и по преимуществу в первое время жизни ребенка — мать (…)» — писала А. С. Симонович. «(…) В подрастании молодого поколения наступает такой период развития, когда, помимо нравственного влияния, взрослые должны знакомить его с теми усовершенствованиями ума, которые обусловились прогрессивным развитием человеческой мысли вообще. Тут оказывается необходимым, чтобы воспитание перешло из рук родителей к посторонним лицам, специально занимающимся передачей познаний умственных…».
«Детский сад есть воспитательное заведение для малолетних детей от 3 до 7 лет без различия сословий, религии и пола. Цель детского сада — физическое, умственное и последовательно нравственное развитие детей. Оно, таким образом, дополняет недостаточное семейное воспитание и вместе с тем подготовляет ребенка к поступлению в школу. Поэтому детский сад есть связующее звено между семьей и школой», — так А. С. Симонович определяла назначение созданного ею формата детского воспитания.
В своих работах А. С. Симонович много внимания уделяла сравнению детского сада и школы, рассуждала о разных подходах к обучению детей дошкольного и школьного возраста, а также о том, как посещение детского сада может повлиять на дальнейшую жизнь ребёнка. Была противницей раннего начала обучения в школе, настаивала на необходимости посещения детского сада детьми в возрасте от 3 до 7 лет, указывая: «Если вы засадите вашего ребенка в этом возрасте за школьную скамью, вы вносите погибель в жизнь ребенка, вы нарушаете гармонию развития его органов, лишаете его откровенности и вселяете в нем заботы (…) Чтобы вынести пользу из школы, необходимо быть подготовленным к ней, а подготовку эту дает детский сад». Кроме того, Симонович вводит понятие «элементарный класс» — аналог современной подготовительной группы. Так она называет заключительный период пребывания ребёнка в детском саду, где он получает первоначальные навыки чтения и счёта и начинает привыкать к требованиям школьной системы (в первую очередь учится усидчивости и сосредоточенности).
Начав свою педагогическую деятельность как горячая сторонница идей Фридриха Фрёбеля, А. С. Симонович впоследствии выступила как критик его концепции и существенно переработала её. В системе Фрёбеля Симонович безоговорочно принимала ключевую, центральную идею — необходимость общественного воспитания дошкольников и освоение детьми действительности через развивающие занятия и игры под руководством воспитателей («садовниц»). Главная же её претензия к фрёбелевской системе заключалась в том, что развивающие занятия с детьми были построены исключительно на работе с «искусственными» дидактическими материалами (кубиками, мячами, рисунками и так далее), а суть занятий сводилась к механическому заучиванию характеристик различных предметов и тех действий, которые можно с ними производить.
«Механизированного системой Фребеля ребенка весьма легко узнать: он механически выкладывает разные фигуры, не понимая смысла этих фигур; попросите такого ребенка нарисовать вам что-нибудь, он тотчас нарисует очень хорошо ему знакомую из системы фигуру, и каждый раз он рисует одни и те же фигуры, у него не развиты мысль и фантазия. Ему никогда не придет в голову нарисовать вещь, которую он 500 раз видит в своей окружающей среде, а непременно нарисует то, что входит в состав системы… Игры такого ребенка бессмысленны для него, он их не понимает, а играет, потому что ему показывали, как играть; он бегает, радуется тоже механически, потому что ему показали, как радуются. В жизни такие дети не будут способны к самостоятельному труду…» — писала Симонович в одной из своих статей.

### Работа с детьми
27 сентября 1863 года вместе с мужем — врачом-педиатром Яковом Мироновичем Симоновичем — открыла в Петербурге первый в истории России детский сад и начала издавать журнал «Детский сад».
Все дети в садике делились на младшую и старшую группы. В младшей трёх-четырехлетние дети воспитывались, как в семье: через индивидуальные игры и занятия. Старшими детьми занимался Я. М. Симонович, в основном проводя занятия на природе. Весной, летом и осенью дети работали на приусадебном участке, ухаживая за растениями и наблюдая за птицами, насекомыми, мышами.
В 1869 году её первый детский сад закрылся из-за финансовых проблем. В 1870—1876 годах Аделаида Семёновна руководила подобным детским садом в Тифлисе.
В 1886 году она основала при Калачаевской сельской школе в Тверской губернии первые детские ясли.
В 1874 году опубликовала двухтомное собрание своих с мужем статей по педагогике и психологии дошкольного возраста «Практические заметки об индивидуальном и общественном воспитании малолетних детей», выдержавшее два переиздания (в 1884 и 1907 годах, последнее под названием «Детский сад» с иллюстрациями собственных детей).
Аделаида Симонович держала художественную школу, в которой преподавали её племянник Валентин Серов и зять Владимир Дервиз. Известны выполненные Валентином Серовым (который долгое время жил и воспитывался в семье Симоновичей и женился на их приёмной дочери — Ольге Фёдоровне Трубниковой) портреты детей Аделаиды Симонович — Надежды Симонович и Аделаиды Симонович-Дервиз, 1872—1945 (она же).